# 别斯托别乡
别斯托别乡，是中华人民共和国新疆维吾尔自治区伊犁哈萨克自治州新源县下辖的一个乡镇级行政单位。

## 行政区划
别斯托别乡下辖以下地区：
文化路社区、则新路社区、阿合西村、喀拉苏村、恰普河加嘎村、江尔森村、别斯托别村、喀拉哈西特村、别斯托别新村、巴特巴克特村、昂达斯村、阿什勒布拉克村、喀拉奥依新村、喀木斯特村、铁勒哈拉村和农业局良种繁育基地支部生活区。